# Одитинг
«О́дитинг» (англ. auditing, от латинского audire — «слушать») — важнейшая практика в саентологии, представляет собой общение один на один клиента («преклира») с саентологическим консультантом («о́дитором») в рамках «точно определённых» (то есть стандартизованных) процедур. Во многих из этих процедур применяется Е-метр.
В процедуре одитинга одитор просит преклира ответить на стандартизованные вопросы, которые подаются преклиру строго выверенным образом. Подразумевается, что преклир должен быть желающим и заинтересованным участником, понимающим смысл вопросов, и тогда процессы будут проходить быстро и гладко. Это зависит также от того, что оба участника понимают, что происходит. Согласно «Кодексу одитора», одитор обучен тому, чтобы «не оценивать» любую информацию для преклира, он не должен давать советов и интерпретаций, не должен пренебрегать ответами преклира или отвергать их. Саентологи утверждают своим адептам, что не используют в одитинге внушение (методы гипноза и т. п.), но психологическая экспертиза данного метода явственно свидетельствует, что одитинг содержит в себе форму командного гипноза.

## Особенности одитинга
Саентологи утверждают, что польза от одитинга состоит в росте коэффициента интеллекта, улучшении памяти, в снижении тревог и улаживании психологических проблем (в том числе связанных, например, с дислексией или даже с аллергией), достижение спокойствия, однако нет никаких достоверных данных, подтверждающих подобные заявления.  Напротив, существующие научные исследования свидетельствуют об обратном: в Нью-Йоркском университете (School of Education, New York University) экспериментальным путём было доказано, что «дианетический одитинг», который, по словам Хаббарда, избавляет адептов от «инграмм» и тем самым якобы наделяет тех сверхспособностями в виде повышения интеллекта, математических способностей и т.п., в действительности не приносит никакого результата в отношении заявленных целей. 

- Дианетическая терапия не оказывает никакого влияния на увеличение интеллектуальных способностей;
- Дианетическая терапия не оказывает никакого влияния на увеличение математических способностей; 
- Дианетическая терапия не оказывает никакого влияния на качество межличностных взаимоотношений,

При этом другой вид «одитинга», так называемый «саентологический одитинг», и вовсе может оказаться потенциально опасным для психики и здоровья человека, что отражено в медицинской экспертизе группы Андерсона В постановлении Окружного суда США, округ Колумбия (333 °F. Supp. 357) 1971 года, было заявлено:
«нет никаких подтверждений тому, что Е-метр хоть сколько-нибудь пригоден для диагностики, лечения или профилактики какого-либо заболевания, данный прибор с медицинской и научной точки зрения выглядит бесполезным для улучшения какой-либо функции организма».
В результате этого постановления Хаббард был вынужден отказаться от претензий на «научность», с этих пор в своих книгах и публикациях он стал уже заявлять, что Е-метр «сам по себе пользы не несёт», якобы он используется исключительно для «духовных целей».
Саентологи считают, что образы в сознании человека обладают специфической «массой» и «энергией». Тяжелые образы прошлых утрат, неудач, преступлений гнетут человека и пагубно влияют на его здоровье. Эта губительная энергия (сила) называется зарядом (англ. charge). Когда человек держит электроды Е-метра и размышляет, он видит образы и, вновь переживая неприятные моменты прошлого, смещает и изменяет «психическую массу и энергию» реактивной части своего ума. Эти перемены в сознании влияют на слабый электрический ток (создаваемый разностью потенциалов 1,5 вольта), пропускаемый Е-метром через тело субъекта, в результате чего стрелка на табло отклоняется, указывая одитору место, где в разуме преклира находится заряд.
Во время одитинга одитор может записывать информацию от преклира. Например, во время «проверок безопасности» (англ. security checks) у преклира могут спросить, был ли он когда-либо наркозависимым, занимался ли он когда-либо сексом с детьми, калечил ли он когда-либо животных ради удовольствия. Церковь заявляет, что вся информация, записанная при одитинге, сохраняется в полной секретности и является конфиденциальной. В период, когда сессии одитинга не проводятся, записи одитинга хранятся в рамках саентологии как «отчёты одитинга» под замком.
Последняя версия Е-метра Mark Super VII включает в свою схему микропроцессор и разъем, которые позволяют подключать Е-метр к удаленному Е-метру куратора для мониторинга проводящихся измерений.

## Критика и разногласия

### Доклад Андерсона
В 1965 был опубликован доклад Андерсона по официальному запросу судебного управления штата Виктория (Австралия), в котором утверждалось, что одитинг содержит в себе форму «авторитетного» или «командного» гипноза, в котором гипнотизёр использует «принудительный авторитетный контроль» над пациентом. В единогласном заключении судебно-экспертной комиссии утверждалось, что саентологические и дианетические техники весьма опасны для психического здоровья, так как содержат «авторитетный гипноз» … Научные доказательства, представленные перед советом, содержали в себе экспертную оценку авторитетных специалистов с самой серьезной репутацией. Все они сошлись в очевидном и однозначном решении, что единственной разницей между авторитетным гипнозом и большинством саентологических техник является лишь название. Многие методы саентологии на самом деле — гипнотические техники, и Хаббард не менял их характера, изменив только лишь их название".

### Экспертиза ГНЦ имени В. П. Сербского
В заключении комплексной медицинской экспертизы ГНЦ социальной и судебной психиатрии имени В. П. Сербского от 30 июня 1999 г. по Гуманитарному Центру Хаббарда, так же как и в экспертизе Андерсона выявлена гипнотическая природа одитинга:

..По мнению Ф. В. Кондратьева, В. Г. Василевского, Т. А. Смирновой и И. Г. Виноградова, психическое состояние лица, подвергающегося процедуре «одитинга», следует определить как «временное состояние сознания, характеризующееся суженным его объемом и резкой фокусировкой на содержание внушения, что связано с изменением функции индивидуального контроля и самосознания», то есть дословно совпадает с определением понятия «гипноз», данного в словаре «Психология» (М., 1990, стр.79, «Гипноз») и в других источниках. В подтверждение мнения о возможности считать «одитинг» вариантом гипнотического воздействия, помимо упомянутого состояния измененного сознания, в котором находится клиент во время сеанса «одитинга», следует указать на характерное для методики гипнотерапии состояние раппорта — контакта, устанавливающегося во время гипнотического сеанса между гипнотизируемым и гипнотизирующим. Этот контакт у персонажей видеозаписи отличается высокой степенью ограниченности восприятия вследствие суженного в гипнотическом состоянии сознания, которое объясняется наличием гипноидно-фазовых состояний коры головного мозга — относительно слабый вербальный раздражитель (то есть формула словесного внушения, гипиема) оказывается значимее, сильнее воздействий, поступающих из других источников.
Кроме того, в заключении ГНЦ им Сербского, отмечается, что заявления Хаббарда о том, что «одитинг» не содержит в себе гипноз, являются ложными:

Особо следует отметить присутствие в представленных материалах о проведении «одитингов» специального указания его авторов на отмежевание от использования суггестивной техники, что, однако, является не более чем одним из понятных приемов преодоления возможного у «пре-клира» естественного психологического сопротивления известной доли директивности, содержащейся в любом акте гетеросуггестии.
В экспертизе отмечается, что использование суггестивных техник (то есть «одитингов») людьми без специальных знаний является небезопасным и может нанести вред психике человека. Информация полученная в ходе «одитингов» хранится в базе данных и используется для управления данным человеком.